# 박종배
박종배(음력 1986년 10월 9일 ~ )는 대한민국의 뮤지컬 배우다.

## 방송
- 더블 캐스팅 (2020) - Top44

## 공연
- 한 여름 밤의 악몽 (2009)
- 요셉 어메이징 (2013)
- 프리실라 (2014)
- 뮤지컬 토크 콘서트 집들이 - 가을남자들 (2014)
- 드림걸즈 (2015)
- 물랑루즈! (2022)